# Vento caldo/Marciapiede
Vento caldo/Marciapiede è un singolo del cantautore italiano Franco Battiato, pubblicato in Italia nel 1971 dalla Philips Records. 

## Descrizione
I due brani vennero registrati nel 1968 prima dell'inizio della collaborazione tra Battiato e Giorgio Logiri, segnata dal singolo È l'amore/Fumo di una sigaretta. L'etichetta Philips li pubblicò su un singolo a 45 giri a tiratura molto limitata nel 1971, quando ormai Battiato era passato alla Bla Bla. Le due canzoni acquistarono maggiore notorietà e diffusione quando vennero incluse nell'antologia Franco Battiato del 1982, edita all'interno della collana SuperStar.
La musica di Vento caldo è la rielaborazione di un tema tratto dal Concerto n. 1 per pianoforte e orchestra in Si bemolle minore Op. 23 di Pëtr Il'ič Čajkovskij.

## Tracce
Musiche di Franco Battiato.
1. Vento caldo – 3:01 (testo: Franco Battiato)
2. Marciapiede – 2:51 (testo: Amedeo Maffei)

Durata totale: 5:52